# Cardeal Arcoverde
Cardeal Arcoverde – stacja początkowa metra w Rio de Janeiro, w dzielnicy Copacabana, na linii 1. Zlokalizowana jest pomiędzy stacjami Siqueira Campos i Botafogo. Została otwarta 2 lipca 1998.